# Elkin Soto
Elkin Soto Jaramillo (* 4. August 1980 in Manizales) ist ein ehemaliger kolumbianischer Fußballspieler. Der Mittelfeldspieler mit starkem linken Fuß spielte für die  kolumbianische Nationalmannschaft und von 2007 bis 2016 für den 1. FSV Mainz 05.

## Karriere

### Im Verein
Soto wechselte zur Saison 1999 von Atlético Nacional aus Medellín zu Once Caldas nach Manizales. In seinem zweiten Jahr wurde er Stammspieler und verpasste – abgesehen von den Saisons 2003 und 2004 – nur wenige Spiele. Mit Once Caldas gewann er die Copa Libertadores 2004. Im folgenden Weltpokal-Endspiel unterlag er mit seinem Verein dem FC Porto im Elfmeterschießen. Für die Saison 2006 wurde der Mittelfeldspieler an den ecuadorianischen Verein Barcelona Sporting Club ausgeliehen.
Sotos Wechsel zum Bundesligisten 1. FSV Mainz 05 wurde von wochenlangen Transferstreitigkeiten begleitet. Erst im Februar 2007 entschied die FIFA, dass der von Once Caldas vorgelegte und angeblich bis Januar 2008 gültige Vertrag nicht wirksam sei. Im Juli 2008 wurden die Transferstreitigkeiten vom Internationalen Sportgerichtshof (CAS) beendet und Soto zu einer viermonatigen Sperre sowie einer Geldstrafe in Höhe von 150.000 Euro verurteilt. Da die FIFA und der CAS jedoch bei der Sperre die Zeit von Dezember 2006 bis Januar 2007 anrechneten, war Soto nur bis zum 14. September 2007 gesperrt.
Zu Beginn der Zweitligasaison 2007/08 erlitt Soto einen Kreuzbandriss und fiel die gesamte Hinrunde aus. Beim Bundesliga-Heimspiel gegen den Hamburger SV am 3. Mai 2015 verletzte er sich in der 33. Minute nach einem Zweikampf mit Rafael van der Vaart, der beim Blocken eines Schussversuchs unbeabsichtigt Sotos linkes Knie traf. Dabei wurden das vordere Kreuzband, das Innenband und der Meniskus aus der Gelenkkapsel gerissen. Daraufhin verlängerte der Verein den zum Saisonende auslaufenden Vertrag mit Soto, der eigentlich nach Kolumbien hatte zurückkehren wollen, um ein Jahr bis zum 30. Juni 2016. Am 20. April 2016 nahm er erstmals nach seiner Verletzung wieder am Mannschaftstraining teil. Sein Comeback auf dem Spielfeld gab er am letzten Spieltag der Saison am 14. Mai 2016 im Spiel gegen Hertha BSC, als er in der Nachspielzeit für Jhon Córdoba eingewechselt wurde.
Anfang Juli 2016 kehrte er zu Once Caldas zurück. Am 16. Juli 2016 wurde er am vierten Spieltag der ersten kolumbianischen Liga im Spiel gegen  Rionegro Águilas in der zweiten Halbzeit eingewechselt und gab damit nach zehn Jahren sein Comeback für den Verein. Für seinen Heimatverein absolvierte er noch insgesamt 50 Spiele, wurde aber zum Ende seiner Vertragslaufzeit 2019 nur noch selten eingesetzt. Anschließend beendete er seine Karriere als Profifußballer.

### Nationalmannschaft
Soto spielte von 2004 bis 2013 26-mal für die kolumbianische Fußballnationalmannschaft und erzielte dabei sechs Tore. Er kam in den drei Gruppenspielen der Copa América 2011 zum Einsatz, aus der das Team im Viertelfinale ausschied.

### Nach der Profilaufbahn
Im Jahr 2021 erwarb Soto Trainerlizenzen und ist seit September 2022 Koordinator an der Jugendakademie von Once Caldas.

## Titel und Erfolge
- Copa Merconorte mit Atlético Nacional: 1998
- Kolumbianischer Fußballmeister der Hinrunde: 2003
- Copa Libertadores mit Once Caldas: 2004